# Молитва ко Пресвятой Троице
Моли́тва ко Пресвято́й Тро́ице, также Пресвята́я Тро́ице (греч. Παναγία Τριάς) — первая фраза одной из трёх начальных молитв всех православных богослужебных последований, где слово употреблено в древнем звательном падеже — «Тро́ице!». Данная молитва читается (иногда поётся) всякий раз в составе начальных молитв (обычное начало) и в составе «Трисвятого по Отче наш». Кроме этой, начальной и краткой, молитвы, существует ещё множество и других православных молитв ко Пресвятой Троице в самых разных чинопоследованиях.

## Происхождение
О происхождении молитвы «Пресвятая Троица», по сведениям М. Н. Скабаллановича, не известно ничего определённого. Она помещается в состав обычного начала, что, возможно, указывает на прежнее присутствие в его составе Символа Веры.

### ВДревневосточных православных церквях
В коптском Часослове она помещается не в чине служб, а в чине вечерних молитв после «Святый Боже» и имеет более древнюю форму: «Пресвятая Троице, помилуй нас (трижды). Господи, очисти грехи; Господи, очисти беззакония наши; Господи, прости прегрешения наша; Господи, посети немощи людей Твоих и исцели их, имени Твоего ради».
В Эфиопской церкви эта молитва входит в состав служб после Трисвятого, перед Отче наш в следующей редакции: «Пресвятая Троице, ущедри нас; Пресвятая Троице, пощади нас; Пресвятая Троице, помилуй нас. Господи, прости грехи наша; Господи, остави нам беззакония и прегрешения наша; Господи, посети немощныя в людях и исцели их имени ради Святаго Твоего».

## Смысл
Этой молитвой молящийся обращается сначала к трём лицам Святой Троицы вместе («Пресвятая Троице»), затем по отдельности просит избавления от грехов в различных выражениях у Отца («Господи»), Сына («Владыко») и Святого Духа («Святый»). Поскольку Бог — един, имя у Него — также одно, и говорится «имене Твоего ради», а не «имен». Последние слова показывают, что прощение грехов просят не по заслугам, а для прославления Пресвятой Троицы, то есть, чтобы Бог спас не ради чего-то другого, а только «имени ради».